# Илугдин, Григорий Львович
Григорий Львович Илугдин (19 ноября 1949, Рига) — кинорежиссёр-документалист, действительный член Евразийской Академии Телевидения и Радио (ЕАТР), член Союза кинематографистов России и Гильдии кинорежиссёров России, генеральный продюсер кинокомпании MIRIAM MEDIA

## Биография
Окончил Латвийский государственный университет и Всесоюзный государственный институт кинематографии. Первые его репортерские снимки опубликовала рижская газета Советская молодежь. Работал на Рижской киностудии, студии Центрнаучфильм, телеканалах ОРТ и ТВ Центр (где, в частности, выпускал программу «Импровизация на тему» с саксофонистом Алексеем Козловым в качестве ведущего).
Среди наиболее известных работ Илугдина — картина «Альбом Евфросинии» (2000, сценарий Наталии Илугдиной) о Евфросинии Керсновской, получившая специальный приз кинофестиваля «Сталкер» как фильм, «доказавший, что человек может остаться человеком даже за 19 лет ссылок и лагерей», и лента «Реприза» (2003, сценарий Аркадия Ваксберга) о сталинском плане выселения евреев на Крайний Север.
По мнению критика,

каждое обращение к теме насилия и униженного достоинства явилось для Илугдина настоящим поступком — человеческим и творческим. Илугдину-режиссёру присуща своя, абсолютно узнаваемая манера, которую он сам определяет как полистилистику, представляющую собой предельное сближение жанров документального кино и игрового.

В 2008 году возглавлял экспертный совет XII Международного фестиваля телевизионных программ и фильмов «Золотой бубен».

### Личная жизнь
Сын Илугдина Дмитрий Илугдин (род. 1977) — композитор, джазовый пианист, лауреат молодёжной премии «Триумф».

## Общественная позиция
В марте 2014 г. подписал письмо «Мы с Вами!» КиноСоюза в поддержку Украины.

## Фильмография
- 1984 Ткачи
- 1987 И невозможное, возможно…
- 1988 Эффект ФСА
- 1989 Рафаэль
- 1990 Диссиденты
- 1993 Долгая ночь Менахема Бейлиса
- 1998 Императрица Екатерина Великая (тв, 13 серий)
- 2000 Дневник Евфросинии
- 2003 Реприза
- 2011 Соло для одиноких сов[7][8]
- 2012 Неистовая Дина Верни
- 2013 Рыцари неба
- 2014 Блокада. Когда исцеляло только сострадание
- 2015 Двадцать судеб и одна жизнь
- 2015 Аллеи Буниных
- 2016 У стен Москвы
- 2016 Русские соколы в небе Китая
- 2017 Иоанн Каподистрия. Русский путь
- 2017 Петр Капица. Опыт постижения свободы
- 2018 Степан Щеколдин. Человек, который спас Воронцовский дворец
- 2021 Дело гражданина Щеколдина
- 2023 Обелиск без имен